# Сенцыбино
Сенцыбино — поселение специального типа, расположенное в Коношском районе Архангельской области. Построен «раскулаченными» крестьянами (в том числе и из Харьковской области, поселок Петропавловка), которых привезли в теплушках в тайгу на железнодорожную станцию Вандыш в последних числах января 1930 года и оставили на морозе на улице после месяца пути.
Ссылка была узаконена Уголовным кодексом 1922 года. Массовые ссылки начались после 30 января 1930 года после принятия Политбюро постановления «О мероприятиях по ликвидации кулацких хозяйств в районах сплошной коллективизации». В Архангельскую область, Карелию и северные районы Вологодской области было отправлено почти 800 тысяч репрессированных со всех регионов, плюс 58 тысяч поляков, немцев- до 12 тысяч человек. «Всего за 1930 и 1931 год отправлено на спецпоселение 1 803 392 человека»,- говорится в справке Отдела по спецпереселенцам ГУЛАГа ОГПУ .
Спецпереселенцы получали «вторую категорию» («первая категория» осужденных — расстрел), но они не были осуждены. Как правило, в поселках по месту жительства этих людей, хозяйственных, трудолюбивых и зажиточных, партийные власти создавали так называемый «комитет бедноты», состоящий из местных неимущих людей. «Комитет бедноты», в свою очередь, на свой взгляд составлял список неблагонадежных семей и передавал данные в районную администрацию, а районная власть рассматривала этот список и передавала далее в районный отдел НКВД. Далее определялся один день для сбора неблагонадежных семей, их без предупреждения везли на станцию, загоняли в эшелон и отправляли. Прибывшие через месяц пути люди оказались в тайге без средств к существованию. Сначала рыли землянки и устилали их еловыми ветками. Затем по приказу коменданта стали строить деревянные бараки, из которых и состоял спецпоселок. «К началу 1932 года в Северном крае трудом спецпоселенцев было построено 319 спецпоселков», — пишет в своей диссертации кандидат исторических наук Мурманского педагогического университета Людмила Лобченко.
Репрессированные семьи спецпоселка «Сенцыбино» работали в Коношском леспромхозе, на лесопункте «8 км» железнодорожной ветки «Волошка», который входил в состав треста «Мосгортоп». Трест «Мосгортоп» обеспечивал организации с печным отоплением и население Москвы твердым топливом. Также дерево было основным строительным материалом в первые годы советской власти. Труд спецпоселенцев использовался в первую очередь на лесозаготовках и промыслах. Каждый их поселенцев должен был выполнить норму — спилить, очистить от веток семь кубометров леса в день.